# Вамвакия (дем Бешичко езеро)
Вижте пояснителната страница за други значения на Вамвакия.
Вамвакия (на гръцки: Βαμβακιά) е село в Егейска Македония, Гърция, част от дем Бешичко езеро в област Централна Македония с 252 жители (2001).

## География
Вамвакия е разположено северно от река Рендина, между Орфанския залив и Бешичкото езеро.

## История

### В Османската империя
През XIX век и началото на XX век, Ставрос е малко селце, числящо се към Лъгадинската каза на Османската империя. Според статистиката на Васил Кънчов („Македония. Етнография и статистика“) от 1900 година Бамбакеш брои 100 жители, всички гърци християни.
По данни на секретаря на Българската екзархия Димитър Мишев („La Macédoine et sa Population Chrétienne“) в 1905 година в Бамбакеш (Bambakeche) има 85 жители гърци.

### В Гърция
В 1912 година, по време на Балканската война, във Вамвакия влизат гръцки части и след Междусъюзническата война в 1913 година остава в Гърция. След разгрома на Гърция в Гръцко-турската война в 1922 година в селото са заселени гърци бежанци. В 1928 година селото (Βαμβακιές) е чисто бежанско с 30 бежански семейства и 141 души бежанци.